# Rallye de Nouvelle-Zélande
Le rallye de Nouvelle-Zélande est une rallye automobile, créée en 1969 à Taupo sous l'appellation originelle de Motogard Rally. Il devint ensuite le rallye du Pacifique Sud jusqu'en 1977. Motogard en resta le principal sponsor jusqu'en 1982, puis Sanyo, Clarion, Rothmans (7 ans jusqu'en 1994), Smokefree, Propecia et Repco  prirent le relai. 

## Histoire
Pour sa deuxième édition, en 1970, l'épreuve migre dans la région de Canterbury, avant de revenir à North Island en 1971.
Les éditions ultérieures se sont déroulées autour d'Auckland (exception en 2006, avec une première partie organisée à Hamilton dans le Mystery Creek Events Centre).
L'année 2007 voit cette épreuve débuter le 31 août et se terminer le 2 septembre avec un simple écart de 0.3 seconde après plus de 350 kilomètres de course entre le vainqueur, Marcus Grönholm, et son dauphin Sébastien Loeb (plus petit écart jamais enregistré en WRC).
Les équipes engagées le proclament par votes Rallye de l'année en 2001. Les revêtements y sont bien lissés, favorisant la performance pure sans casses matérielles particulières pour des pilotes expérimentés et adroits, au fil des enchaînements fluides et rapides de virages, hormis pour les quelques véhicules de débuts d'épreuves ayant à balayer un sol fait de gravette spécifique à cette épreuve. Les collines alentour sont verdoyantes, souvent remarquées au cours d'étapes côtières. Petit pays, les néo-zélandais représentent un marché peu important pour les constructeurs automobiles. Néanmoins cette épreuve très appréciée des conducteurs a su imposer ses qualités propres, avec une organisation très performante.

## Palmarès

### Hors WRC
| Année        | Pilote                                             | Copilote                                           | Véhicule                                           |
| ------------ | -------------------------------------------------- | -------------------------------------------------- | -------------------------------------------------- |
| 1969         | Grady Thompson                                     | Rick Rimmer                                        | Holden Monaro                                      |
| 1970         | Paul Adams                                         | Don Fenwick                                        | BMW 2002                                           |
| 1971         | Bruce Hodgson                                      | Mike Mitchell                                      | Ford Cortina Lotus                                 |
| 1972         | Andrew Cowan                                       | Jim Scott                                          | BLMC Mini 1275 GT                                  |
| 1973         | Hannu Mikkola                                      | Jim Porter                                         | Ford Escort RS1600                                 |
| 1974         | Rallye non disputé pour cause de crise pétrolière  | Rallye non disputé pour cause de crise pétrolière  | Rallye non disputé pour cause de crise pétrolière  |
| 1975         | Mike Marshall                                      | Arthur McWatt                                      | Ford Escort RS1800                                 |
| 1976         | Andrew Cowan                                       | Jim Scott                                          | Hillman Avenger                                    |
| 1978         | Russell Brookes                                    | Chris Porter                                       | Ford Escort RS1800                                 |
| 1981         | Jim Donald                                         | Kevin Lancaster                                    | Ford Escort RS1800                                 |
| 1996 (2L.WC) | Richard Burns                                      | Robert Reid                                        | Mitsubishi Lancer Evo III                          |
| 2009         | Rallye non disputé                                 | Rallye non disputé                                 | Rallye non disputé                                 |
| 2011         | Hayden Paddon                                      | John Kennard                                       | Subaru Impreza                                     |
| 2013-2016    | Rallye non disputé                                 | Rallye non disputé                                 | Rallye non disputé                                 |
| 2017         | Hayden Paddon                                      | John Kennard                                       | Hyundai i20 AP4                                    |
| 2018         | Hayden Paddon                                      | Malcolm Read                                       | Hyundai i20 AP4                                    |
| 2019-2020    | Rallye annulé à cause de la pandémie à coronavirus | Rallye annulé à cause de la pandémie à coronavirus | Rallye annulé à cause de la pandémie à coronavirus |
| 2021         | Rallye non disputé                                 | Rallye non disputé                                 | Rallye non disputé                                 |

### En WRC

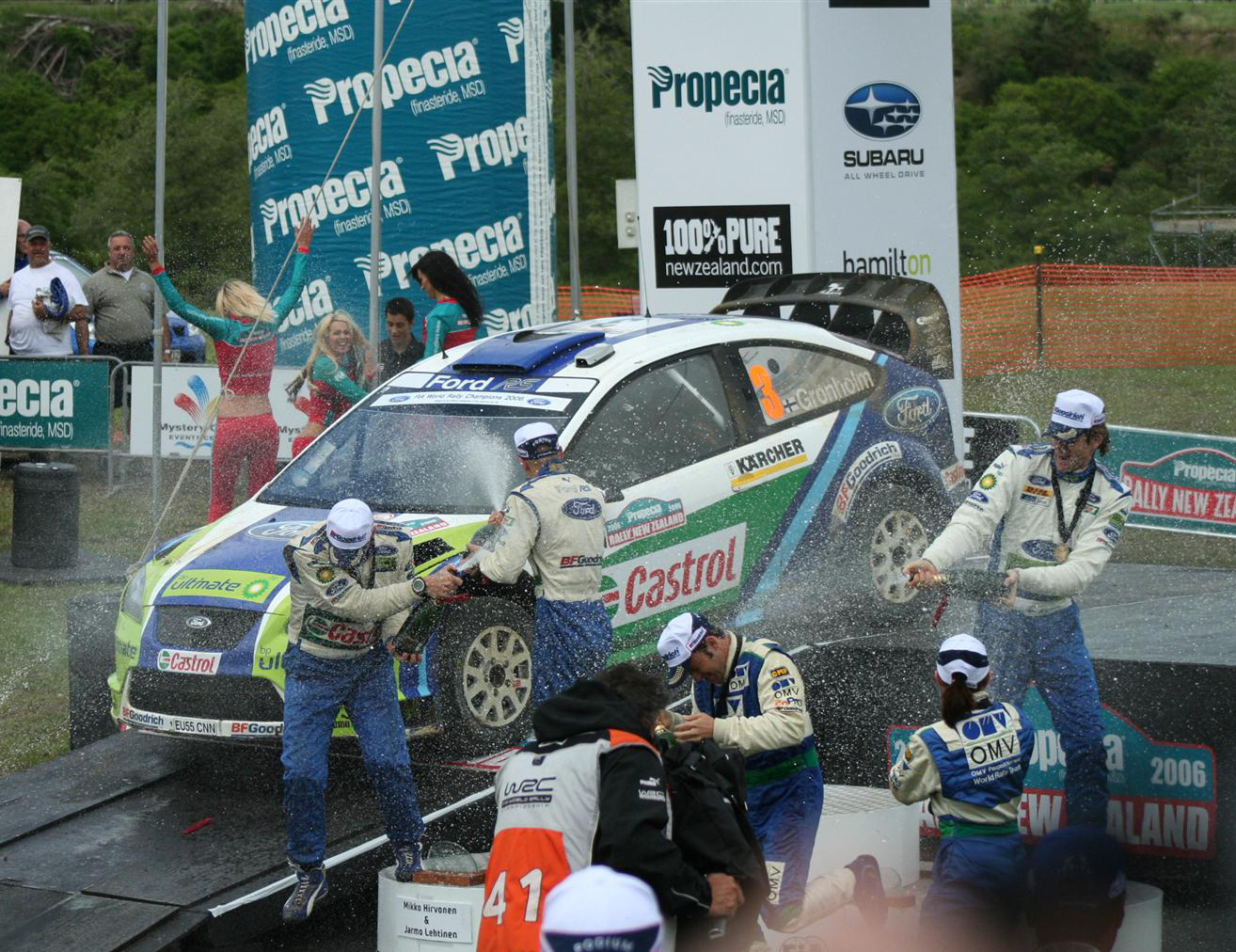
L'arrivée en 2006, avec Marcus Grönholm, Mikko Hirvonen et Manfred Stohl.

| Année | Pilote             | Copilote                | Voiture                          |
| ----- | ------------------ | ----------------------- | -------------------------------- |
| 1977  | Fulvio Bacchelli   | Francesco Rossetti      | Fiat 131 Abarth                  |
| 1979  | Hannu Mikkola      | Arne Hertz              | Ford Escort RS1800               |
| 1980  | Timo Salonen       | Seppo Harjanne          | Datsun 160J                      |
| 1982  | Björn Waldegård    | Hans Thorszelius        | Toyota Celica                    |
| 1983  | Walter Röhrl       | Christian Geistdörfer   | Lancia Rally 037                 |
| 1984  | Stig Blomqvist     | Björn Cederberg         | Audi quattro A2                  |
| 1985  | Timo Salonen       | Seppo Harjanne          | Peugeot 205 Turbo 16             |
| 1986  | Juha Kankkunen     | Juha Piironen           | Peugeot 205 Turbo 16 Évolution 2 |
| 1987  | Franz Wittmann     | Wittman Patterman       | Lancia Delta HF 4WD              |
| 1988  | Josef Haider       | Ferdinand Hinterleitner | Opel Kadett GSi 16V              |
| 1989  | Ingvar Carlsson    | Per Carlsson            | Mazda 323 4WD                    |
| 1990  | Carlos Sainz       | Luís Moya               | Toyota Celica GT-Four (ST165)    |
| 1991  | Carlos Sainz       | Luís Moya               | Toyota Celica GT-Four (ST165)    |
| 1992  | Carlos Sainz       | Luís Moya               | Toyota Celica Turbo 4WD (ST185)  |
| 1993  | Colin McRae        | Derek Ringer            | Subaru Legacy RS                 |
| 1994  | Colin McRae        | Derek Ringer            | Subaru Impreza 555               |
| 1995  | Colin McRae        | Derek Ringer            | Subaru Impreza 555               |
| 1997  | Kenneth Eriksson   | Staffan Parmander       | Subaru Impreza WRC 97            |
| 1998  | Carlos Sainz       | Luís Moya               | Toyota Corolla WRC               |
| 1999  | Tommi Mäkinen      | Risto Mannisenmäki      | Mitsubishi Lancer Evolution VI   |
| 2000  | Marcus Grönholm    | Timo Rautiainen         | Peugeot 206 WRC                  |
| 2001  | Richard Burns      | Robert Reid             | Subaru Impreza WRC 2001          |
| 2002  | Marcus Grönholm    | Timo Rautiainen         | Peugeot 206 WRC                  |
| 2003  | Marcus Grönholm    | Timo Rautiainen         | Peugeot 206 WRC                  |
| 2004  | Petter Solberg     | Phil Mills              | Subaru Impreza WRC 2004          |
| 2005  | Sébastien Loeb     | Daniel Elena            | Citroën Xsara WRC                |
| 2006  | Marcus Grönholm    | Timo Rautiainen         | Ford Focus RS WRC 06             |
| 2007  | Marcus Grönholm    | Timo Rautiainen         | Ford Focus RS WRC 07             |
| 2008  | Sébastien Loeb     | Daniel Elena            | Citroën C4 WRC                   |
| 2010  | Jari-Matti Latvala | Jarmo Lehtinen          | Ford Focus RS WRC 09             |
| 2012  | Sébastien Loeb     | Daniel Elena            | Citroën DS3 WRC                  |
| 2022  | Kalle Rovanperä    | Jonne Halttunen         | Toyota GR Yaris Rally1           |

## Vainqueurs multiples
| Nombre de victoires | Pilote          | Années                       |
| ------------------- | --------------- | ---------------------------- |
| 5                   | Marcus Grönholm | 2000, 2002, 2003, 2006, 2007 |
| 4                   | Carlos Sainz    | 1990, 1991, 1992, 1998       |
| 3                   | Colin McRae     | 1993, 1994, 1995             |
| 3                   | Sébastien Loeb  | 2005, 2008, 2012             |
| 2                   | Andrew Cowan    | 1972, 1976                   |
| 2                   | Hannu Mikkola   | 1973, 1979                   |
| 2                   | Timo Salonen    | 1980, 1985                   |
| 2                   | Richard Burns   | 1996, 2001                   |